# 더 레인스 케임
더 레인스 케임(The Rains Came)은 미국에서 제작된 클래런스 브라운 감독의 1939년 모험, 드라마, 멜로/로맨스 영화이다. 머나 로이 등이 주연으로 출연하였고 대릴 F. 자눅 등이 제작에 참여하였다.

## 출연

### 주연
- 머나 로이
- 타이론 파워

### 조연
- 조지 브렌트
- 브렌다 조이스
- 나이젤 브루스
- 마리아 우스펜스카야
- 조셉 쉴드크로트
- 마리 내쉬
- 제인 다웰
- 마조리 램보
- 헨리 트래버스
- H.B. 워너
- 로라 홉 크류즈
- 윌리엄 로일
- C. 몬타규 쇼
- 해리 헤이든
- 허버트 에반스
- 아브너 빌버먼
- 윌리엄 에드먼즈
- 에디 아브도
- 제베디 콜트
- 가이 드에너리
- 펀 에멧
- 로지나 갈리
- 샘 해리스
- 제이미엘 하슨
- 레일랜드 호지슨
- 프랭크 랙틴
- 코니 리언
- 랄 챈드 메라
- 리타 페이지
- 조지 리가스
- 페드로 리가스

## 제작진
- 원작자: 루이스 브롬필드
- 협력프로듀서: 해리 조 브라운
- 세트: 토머스 리틀
- 의상: 그웬 웨이크링